# Víctor Cuadras
Víctor Agustín Cuadras Andino (Masaya, Nicaragua, 23 de octubre de 1992) es un líder estudiantil nicaragüense y cofundador del Movimiento Universitario 19 de Abril, conformado en respuesta a la violencia del gobierno de Daniel Ortega en Nicaragua y a favor del establecimiento de un nuevo estado democrático en el país.

## Biografía
Cuadras nació en el seno de una familia sandinista. Su abuelo murió a manos de la Guardia Nacional de la dictadura somocista antes del triunfo de la revolución de 1979. Su padre combatió en la guerrilla encabezada por Daniel Ortega. Afiliado de muy joven, Víctor Cuadras abandonó el Frente Sandinista de Liberación Nacional a la edad de 18 años. Siempre se ha manifestado en contra del gobierno de Daniel Ortega.
Estudió Ingeniería Química en la Universidad Nacional de Ingeniería (UNI – Managua) y tuvo un papel de liderazgo en las protestas antigubernamentales en Nicaragua de 2018.
El 16 de mayo de 2018, Cuadras participó como representante estudiantil de la oposición en el Diálogo Nacional con el gobierno de Nicaragua, con el objetivo de encontrar una salida pacífica a la crisis sociopolítica del país. Ese mismo mes, a causa de una serie de amenazas de muerte que recibiera, la Comisión Interamericana de Derechos Humanos adoptó medidas cautelares para su protección.
Cuadras se ha movilizado para solicitar el apoyo del presidente de los Estados Unidos, Donald Trump, de modo de presionar a Ortega a dimitir. Esto incluyó el pedido de sanciones al orteguismo y sus aliados, tratando de buscar el aislamiento del gobierno de Ortega a nivel internacional.
A causa de su rol en la organización de la oposición al régimen de Ortega, la policía orteguista ha emitido una orden de captura por Cuadras y otros miembros del Diálogo Nacional.